# Naihanchi

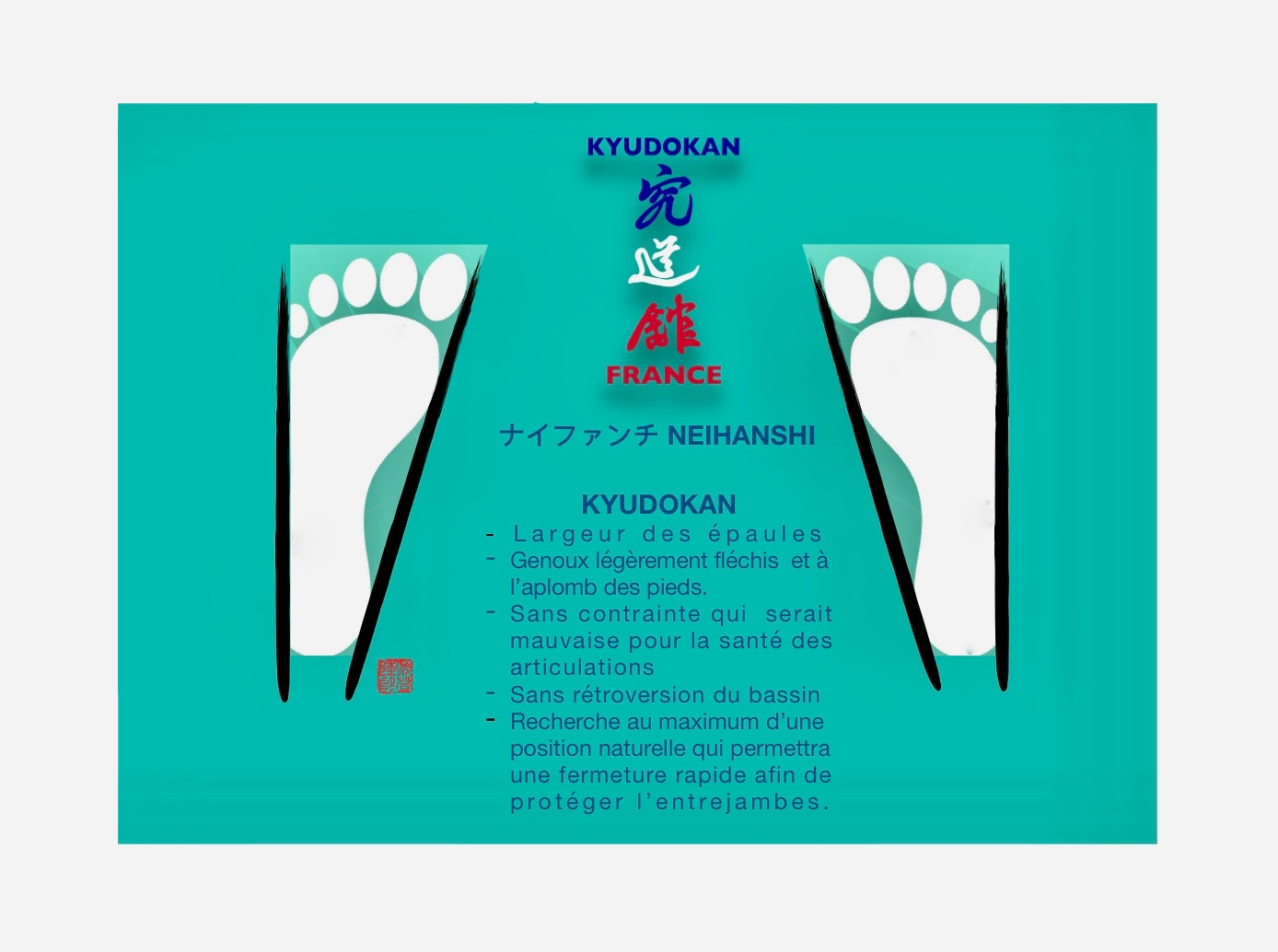
La position des pieds durant l’exécution du kata.

Naihanchi (ナイファンチ), ou Naifanchi, est un kata de karaté issu de la tendance Shuri-Te , Shorin-Ryu . En karaté de style shotokan, il est appelé Tekki.

## Signification
Cavalier de fer.